# 박신희
박신희(1976년 4월 26일 ~ )는 대한민국의 성우로, 2000년 대교방송 성우극회 공채 4기로 입사했다가, 2002년 문화방송 성우극회 공채 16기로 입사했다. 배우자는 같은 소속의 성우인 류승곤이다.

## 학력
- 경성대학교(신문방송학/학사)

## 출연작
굵은 글씨는 주연 혹은 주인공.

### 애니메이션
- DARKER THAN BLACK -흑의 계약자- (애니맥스) - 앨리스
- GR - 자이언트 로봇 (재능방송) - 마리아 보니치
- 금색의 갓슈벨 (챔프) - 키드
- 개골개골 마법사 (대교방송) - 슈
- 기가 트라이브 (SBS) - 도경
- 꼬마 마법사 레미 # (MBC) - 하나
  - 꼬마 마법사 레미 포르테 (MBC) - 모모
- 꼬마북극곰 엘카의 모험 (챔프) - 타샤
- 너에게 닿기를 (투니버스) - 엔도 토모미, 사와코 엄마, 여자
- 닥터 슬럼프 아리 (재능) - 박미리
- 디지몬 크로스워즈 (대원방송) - 오포서몬, 초핫카이몬
- 디지몬 고스트 게임 (재능TV) - 올레아몬
- 디지캐럿 (챔프) - 미나타쿠, 푸치코
- 러키☆스타 (챔프) - 쿠로이 나나코
- 레고 닌자고 - 딜라라
- 마법의 별 매지네이션 (SBS) - 나래
- 마법천자문 극장판 : 대마왕의 부활을 막아라 (SBS) - 돈돈
- 머나먼 시공 속에서 - 무일야 (애니박스) - 후지공주
  - 머나먼 시공 속에서 OVA 자양화의 꿈 (애니박스) - 후지공주
- 머나먼 시공 속에서 OVA 백룡의 무녀 (애니박스) - 유카리공주
- 명탐정 코난(투니버스) - 민영지(5기), 노미연(11기), 노수미(15기)
- 메탈베이블레이드(투니버스) - 메이메이
- 못말리는 푸치니 (MBC)
- 미나미家 세자매 (애니박스, 애니원) - 미나미 치아키
  - 미나미家 세자매 2기 (애니박스, 애니원) - 미나미 치아키
- 블레이징 틴스 5 레전드 전사 (JEI재능TV) - 빅토리아
- 쏙 빠져들것 같아! (대교방송) - 오모모
- 사이버 포뮬러 더블원 (애니박스) - 죠노우치 미키
  - 사이버 포뮬러 Zero (애니박스) - 죠노우치 미키
  - 사이버 포뮬러 SAGA (애니박스) - 죠노우치 미키, 시노하라 메구미
- 쌍둥이 맑음 (카툰네트워크) - 강다미
- 아이 삼국유사 (SBS)
- 어떤 마술의 금서목록 - 칸자키 카오리
- 영차영차 꼬마트럭 삼총사 (대교방송)
- 유희왕 듀얼몬스터즈 (챔프TV) - 이시즈 이슈타르
- 완소! 퍼펙트 반장 (챔프) - 주리
  - 미라클체인지 퍼펙트반장 (챔프) - 주리
- 유리함대 (애니맥스) - 아이멜
- 으랏차차 짠돌이네 (재능방송) - 함초롱
- 작안의 샤나 (애니맥스) - 헤카테, 소라트, 티아마트, 마리안느
- 전설의 총사 아스타 (재능방송) - 채연화
- 제로의 사역마 (애니맥스) - 시에스타
  - 제로의 사역마 2기 (애니맥스) - 시에스타
- 쥬로링 동물탐정(KBS) - 카논
- 채운국 이야기 (애니맥스) - 다춘휘
- 천방지축 모험왕 (대교방송)
- 천원돌파 그렌라간 (애니맥스) - 키얄, 부타
- 출동! 레스큐 포스 (재능) - 아이언
- 출동! 슈퍼윙스 (EBS) - 레미
- 트랜스포머 애니메이티드 (챔프) - 사리 섬댁
- 파워레인저 매직포스 (챔프) - 네이, 매직 화이트
- 페어리 테일 (챔프) - 카렌
- 미호 이야기 (투니버스) - 목호
- 윈디 테일즈 (애니맥스) - 료코
- 허리케인 레인저스 (애니박스) - 라이나
- 플리즈 티처 (애니박스) - 미스미 카에데
- 라제폰 (챔프) - 히로코
- 반드레드 (챔프) - 미스티
- 바람이의 모험 (MBC)
- 우주에서 온 모자코 (애니맥스) - 모자코
- 아유마유 극장 (애니맥스) - 아카네
- 솔티레이 (애니맥스) - 액셀라
- 파라다이스 키스 (애니맥스) - 미카코
- BLOOD+ (애니맥스) - 자하나 마오, 어린 하지
- 에일리언9 (애니맥스) - 타마키 미유
- 슈퍼로봇대전 OVA (애니박스) - 쿠스하, 료우토
- 아이즈 퓨어 (애니박스) - 유카
- From 아이즈 OVA (애니박스) - 어린 세토
- 플리즈 트윈즈 OVA (애니박스) - 미이나, 카에데
- 엘하자드 OVA (애니박스) - 진나이 나나미
  - 엘하자드 OVA2 (애니박스) - 진나이 나나미
- 천지무용 in LOVE2 (애니박스) - 사사미
- 라스트 엑자일 (애니박스) - 디오, 알리스터
- 엑스 극장판 (애니박스) - 나타쿠
- 슬레이어즈 리턴 (애니박스) - 여전사
- 무적뱅커 크로켓 (챔프) - 멘치
- 3, 2, 1 펭귄즈 (재능TV) - 제이슨
- 바다요정 스노크 (재능TV) - 뚜뚜
- 빠뿌야 놀자 (KBS) - 페기, 바비
- 반짝반짝 캐치! 티니핑 (JEI 재능TV) - 발레핑
- 오늘부터 마왕 (애니맥스) - 기젤라
- 지옥소녀 (애니맥스) - 묘리
- 택틱스 (애니맥스) - 키요
- 극상학생회 (챔프) - 이지마 사치코, 이라이자
- 하트캐치 프리큐어 (대원방송) - 하린
- 골판지 전사 더블 (투니버스) - 황란
- 극장판 썬더일레븐 GO VS 골판지 전사 W - 황란
- 대니팬텀 (니켈로디언) - 폴리나
- 꿈의 보석 프리즘스톤 (SBS) - 아라(하루네 아이라),캐논(토도 카논),지은(재은)
- 꿈의 라이브 프리즘스톤 (SBS) - 김아람, 신비
- 꼬마유령 캐스퍼 : 학교에 무슨 일이 (카툰네트워크) - 맨다
- 탐험 드리랜드 (투니버스) - 세라
- 내 친구 누비 (KBS)
- 명탐정 코난 (투니버스) - 노미연
- 은하로 킥오프 (애니맥스) - 한샛별
- 슈퍼배드2 (MOVIE) - 질리안
- 썬더캣츠 (카툰네트워크) - 와일리킷
- 아스타를 향해 차구차구 (KBS) - 코코
- 꼬마돌 도도 (MBC) - 도도
- 주토피아 - 프루 프루/집주인
- 에어로버 (MBC) - 일레인
- 프리파라 - 미래
- 짱구는 못말려 극장판: 신혼여행 허리케인 ~사라진 아빠~ - 인디아나

### 영화 / 외화
- 24 시즌 2 (MBC) - 메건 매터슨 (스카이 매콜 바터시아크)
- CSI 과학수사대 (MBC)
- CSI 뉴욕 (MBC)
- CSI 마이애미 (MBC)
- 겜블 (MBC)
- 꽃보다 남자 (유성화원) (MBC)
- 닉 오브 타임 (MBC)
- 더블 크라임 (MBC) - 검사(벳시 브랜틀리)
- 동방삼협 (MBC)
- 롤러볼 (MBC)
- 링 (MBC)
- 무파사: 라이온 킹 - 에셰(탠디 뉴턴)
- 미션 임파서블 2 (MBC) - 시스템 음성(바바라 해리스)
- 미션 임파서블 3 (MBC) - 다리의 여성(다나 드루 이벤슨)
- 바닐라 스카이 (MBC) - 데이빗의 비서(델레이나 미첼)
- 본 아이덴티티 (MBC) - 니키 (줄리아 스타일스)
  - 본 슈프리머시 (MBC) - 니키 (줄리아 스타일스)
  - 본 얼티메이텀 (MBC) - 니키 파슨스 (줄리아 스타일스)
- 브링 잇 온 (MBC)
- 세상의 중심에서 사랑을 외치다 (MBC) - 후지무라 리츠코 (시바사키 코우)
- 쉬즈 더 맨 (MBC) - 키아(어맨다 크루)
- 스몰빌 (MBC)
- 스쿠비 두 2: 몬스터 대소동 (SBS) - 여자 아이(브레나 오브라이언)
- 아담스 패밀리2 (MBC)
- 아웃브레이크 (SBS) - 스코트의 친구(켈리 오버베이)
- 알라딘 - 달리아(나심 페드라드)
- 약수터 부르스 - 광순 역 (배우로 출연)
- 앤트맨 - 호프 밴 다임(에반젤린 릴리)
- 앤트맨과 와스프 - 호프 밴 다임(에반젤린 릴리)
- 왓 위민 원트 (MBC)
- 우나기 (MBC) - 은행 직원(니이다 사유리)
- 인게이지먼트 (SBS)
- 장군의 딸 (MBC)
- 중안조 (MBC) - 경찰(천심)
- 진용 (SBS)
- 질리안의 37번째 생일에 (MBC) - 신디 (로리 포티에)
- 집행자 (SBS) - 낸시(샬롬 할로)
- 징기스칸 (SBS) - 보에티
- 콘 에어 (MBC) - 케이시 포우 (랜드리 올브라이트)
- 포레스트 검프 (MBC)
- 프로젝트 B (MBC) - 방송국 직원(황소벽)
- 호스티지 (MBC)
- 발렌타인 (SBS) - 셸리 피셔 (캐서린 하이글)
- 꼬마유령 캐스퍼 (MBC) - 스푸키
- 에어 콘트롤 (MBC)
- 메이드 인 아메리카 (MBC)
- 폴리스 스토리 (MBC) - 여경(유아려)
- 폴리스 스토리 2 (MBC) - 여형사(매애방)
- 폴리스 스토리 3 (MBC)
- 링2 (MBC)
- 지옥의 베를린 타워 (MBC) - 옌스 (라우리나스 유르겔리스)
- 빅 히트 (MBC)
- 히 러브스 미 (MBC)
- 싸늘한 여름 (MBC)
- 화소도 (MBC)
- 정복자 펠레 (MBC) - 일꾼(메레테 홀스트 한센)
- 51번째 주 (MBC)
- 엘프 (MBC) - 데브라(에이미 서데러스)
- 패트리어트 (MBC)
- 피아니스트 (MBC) - 유대인 여성(니나 프라노젝)
- 소친친 (MBC)
- 디 아이 (MBC)
- 위험한 정사 (MBC)
- 스틸 (MBC) - 셀리(라쉬하유언다 예이츠)
- 4월 이야기 (MBC) - 학생(타쿄 케이)
- 어댑테이션 (MBC)
- 볼링 포 콜럼바인 (MBC)
- 가위손 (MBC) - 킴의 손녀(지나 갤러거) / 킴의 친구(마티 그린버그)
- 황비홍2 (MBC)
- 황비홍 (MBC)
- 파이터 블루 (MBC)
- 캐릭터 (MBC)
- AD 2000 (MBC)
- 윌로우 (MBC)
- 본 콜렉터 (MBC) - 할아버지의 손녀(제나 그레이)
- 에버 애프터 (MBC)
- 스콜피온 킹 (MBC)
- 살인 박쥐의 습격 (MBC)
- 아스테릭스 2: 미션 클레오파트라 (MBC) - 시녀(모니카 미빌아히)
- 패밀리 맨 (MBC) - 지니(케이트 월시)
- 뉴욕의 가을 (MBC)
- 잃어버린 세계 (MBC)
- 책상서랍 속의 동화 (MBC)
- 철도원 (MBC)
- 빅 대디 (MBC) - 체인점 종업원(서맨사 브라운)
- 집으로 가는 길 (MBC)
- 스트리트 파이터 (MBC)
- 파워레인저 정글포스 (애니박스) - 미니 (정글 화이트) (다케우치 미오)
- 아이칼리 (니켈로디언)
- B-로봇 가브타크 (재능TV) - 엄마 / 가브리나
- 자이언트 세이버 (투니버스) - 코리나 (제소소)
- 아이언맨 3 (KBS) - 마야 한센(리베카 홀)
- 리틀 빅 히어로 (MBC) - 에블린 (조앤 큐잭)
- 하늘과 땅 (MBC) - 슈퍼마켓 손님(런던 가르시아)
- 플래시드 (MBC) - 학생(나타시아 말테)

### 게임
- 메이플스토리 - 메르세데스, 카이저, 에반, 리린&라니아(히오메)
- 좀비고등학교 - 정예슬
- 디아블로3 - 황제 하칸
- 스타크래프트 II: 군단의 심장 - 예언자(Oracle)
- 오버워치 - 트레이서 (Lena Oxton)
- 소울워커 - 이리스 유마
- 브라운더스트 - 세이르
- 당신을 기다리는 여우 - 미미르
- 당신을 기다리는 여우 化 - 미미르
- 쿠키런: 킹덤 - 코코아맛 쿠키
- 카트라이더 러쉬플러스 - 마리드
- 카트라이더 러쉬플러스 - 카파에

### 내레이션
- 스포츠 매거진 (MBC)
- BBC 다큐 음식에 숨겨진 6가지 비밀 (MBC)
- 스타골프쇼 (SBS 골프)
- 도그 위스퍼러(NGC)

### 라디오 드라마
- 격동 50년 (MBC)
- 그녀의 심청 - 뺑덕어미

### 드라마
- 기막힌 이야기 실제상황 - 164(문유정 성우와 함께 출연), 179회

### 광고
- NOM게임
- 네이버(김제동 편)
- 밸런스 (음료)
- 혼자뜨는 달 (도서)

### 노래
- 개골개골 마법사 (대교방송) 주제가 녹음(오프닝, 엔딩)
- 하품요정 하쿠비 (대교방송) 주제가 녹음(오프닝, 엔딩)

### 교재 등 기타
- 아추랑 콩콩
- 윤선생 영어교실
- 콩이랑 땅이랑
- 튼튼영어
- 현대오토넷 내비게이션

## 같이 보기
- 문화방송
- 문화방송 성우극회